# الستر
 الستر دریاچه ای است در شهر هامبورگ که به البه می‌ریزد. این رود از کشور آلمان می‌گذرد.
آلستر دومین رودخانه مهم هامبورگ است.